# Milvignes
Milvignes és un municipi suís del cantó de Neuchâtel, situat al districte de Boudry. L'1 de gener de 2013, es crea aquest municipi nou per la fusió de tres antics municipis, Auvernier, Bôle i Colombier.

## Geografia
Els antics municipis que formen Milvignes tenien una superfície de 8,78 km².
Auvernier tenia una àrea, a partir del 2009, d'1,7 quilòmetres quadrats. D'aquesta àrea, 0,79 Km² o el 47,0% s'utilitza amb finalitats agrícoles, mentre que 0,06 km² o el 3,6% són boscos. De la resta del terreny, 0,8 km² o el 47,6% estan poblats (edificis o carreteres), 0,04 km² o el 2,4% són rius o llacs i 0,01 km² o 0,6% és terres improductives. L'antic municipi es troba a la riba nord-oest del llac de Neuchâtel.
Bôle tenia una àrea, a partir del 2009, de 2,6 quilòmetres quadrats (1,0 milles quadrades). D'aquesta àrea, 0,7 km² o el 27,1% s'utilitza amb finalitats agrícoles, mentre que 1,16 km² o el 45,0% són boscos. De la resta del terreny, 0,73 km² o el 28,3% està poblat (edificis o carreteres). L'antic municipi està situat al vessant sobre l'antiga calçada d'època romana Vy d'Etraz. Està format pel poble lineal de Bôle.
Colombier tenia una superfície, a partir del 2009, de 4,5 quilòmetres quadrats. D'aquesta superfície, 1,78 km² o el 39,4% s'utilitza amb finalitats agrícoles, mentre que 0,85 km²o el 18,8% són boscos. De la resta de la terra, 1,86 km² o el 41,2% estan poblats (edificis o carreteres), 0,01 km² o 0,2% són rius o llacs i 0,02 km² o 0,4% terres improductives. L'antic municipi es troba en un petit turó sobre el llac de Neuchâtel.
El municipi estava situat al districte de Boudry, fins que es va eliminar el nivell de districte l'1 de gener de 2018.